# Metroid (videojoc)
Metroid (メトロイド, Metoroido) és un videojoc de plataformes de Nintendo pensat per a la consola NES i publicat l'any 1986. La protagonista és Samus Aran, una caça-recompenses. Desenvolupat en cooperació per Nintendo Research & Development 1 i Intelligent Systems, i distribuït internacionalment per Nintendo, el joc va ser llançat inicialment per a la Family Computer Disk System en el Japó i Amèrica del Nord durant el mes d'agost de 1986, i a Europa ho va fer al gener de 1987. Va ser rellançat per a la Game Boy Advance a l'octubre de 2004, com a part de la sèrie NES Classics i temps després, va aparèixer en la Consola Virtual de Wii per a la seva descàrrega digital, a mitjan juliol de 2007. Continuant l'èxit comercial aconseguit per diversos altres jocs que Nintendo va publicar a inicis de la dècada dels 1980, la companyia va començar a desenvolupar Metroid juntament amb el «joc germà»: Kid Icarus. La producció va ser a càrrec de Gunpei Yokoi, i la direcció de Yoshio Sakamoto, mentre la composició de la banda sonora va ser obra de Hirokazu Tanaka. Així mateix, durant 2004, el joc va tenir un remake titulat Metroid: Zero Mission, i va sortir a la venda per a la Game Boy Advance; igualment, durant aquest mateix any, el joc va ser rellançat per la ja esmentada portàtil, juntament amb altres jocs com a part de la sèrie de jocs NES Classics. cal esmentar que el nom del joc prové d'una contracció entre les paraules «metro» i «android», així com de les criatures homònimes que hi apareixen.
L'argument es desenvolupa en un planeta fictici anomenat Zebes, i se centra en les aventures de Samus Aran, una caça-recompenses contractada per la Federació Galàctica perquè realitzi una missió d'investigació al planeta esmentat, per recuperar unes mostres d'uns organismes anomenats «Metroid». Aquestes criatures van ser robades pels Pirates Espacials, els qui planejaven utilitzar als Metroides com una arma biològica, clonant-los mitjançant raigs beta, en contra de tot ésser viu que s'oposés als seus ideals.
L'estil de joc que posseeix Metroid, s'enfoca principalment en l'exploració i en la recerca de power-ups per incrementar les capacitats del personatge, i així poder entrar a àrees que anteriorment resultaven inaccessibles. Influït per múltiples jocs de l'època, i la varietat de finals que oferia el joc, els quals només es podien desbloquejar una vegada que el jugador acabava el joc en un temps curt, van ajudar al fet que el sistema del speedrunning es tornés popular. D'igual manera, Metroid va ser elogiat per la crítica especialitzada per ser el primer videojoc en què la protagonista fos una dona. Per això i altres raons, Nintendo Power va qualificar al joc com l'11è millor joc creat per a qualsevol consola feta per Nintendo, mentre que en llistes d'estil top 100, el joc va arribar a ser considerat com 6è millor de la Història per part de Game Informer, i també va arribar al lloc 69è en una llista similar realitzada per Electronic Gaming Monthly.

## Argument

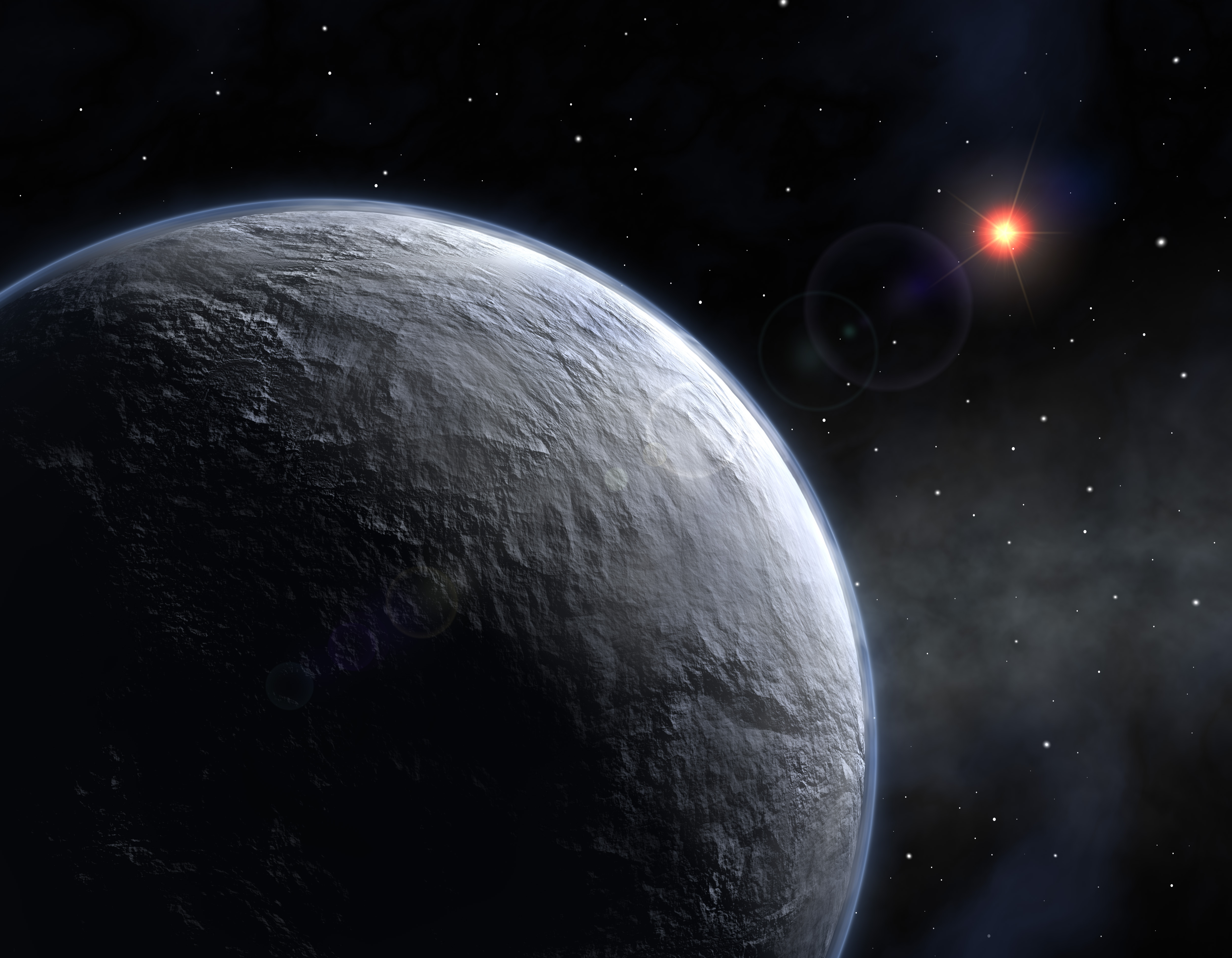
El planeta Zebes serveix com a base d'operacions per als Pirates Espacials, on planegen reproduir als Metroides mitjançant raigs beta i utilitzar-los com arma biològica. No obstant això, una vegada que Samus arriba a aquest planeta, frustra els seus plans en destruir a Mother Brain, l'ordinador principal dels Pirates. A la imatge, un planeta extrasolar.

Cronològicament, Metroid ocupa el primer lloc dins de l'univers fictici de la sèrie. Els Pirates Espacials van atacar un veler d'investigació que era propietat de la Federació Galàctica, qui va prendre algunes mostres d'uns éssers anomenats «Metroid». Els Metroides, són uns perillosos organismes flotants, que poden enganxar-se a qualsevol altre tipus de ésser viu, i drenar tota la seva energia vital fins a matar-lo. Els Pirates Espacials tenien planejat clonar Metroides mitjançant raigs beta, i utilitzar-los com una arma biològica en contra de tota criatura viva que s'interposés en el seu camí. Mentre es trobava buscant als Metroides robats, la Federació Galàctica va localitzar la base d'operacions dels Pirates Espacials, la qual radicava al planeta Zebes. Davant d'això, la Federació els va atacar, però els Pirates van resistir, per la qual cosa la Federació va haver de retirar-se. Com a últim recurs, la Federació va decidir enviar a un caçador de recompenses en solitari per infiltrar-se a la base dels Pirates i destruir a Mother Brain, una forma de vida biomecànica que s'encarrega de controlar les defenses de la fortalesa dels Pirates. Prenent en compte els millors caça-recompenses, Samus Aran és l'escollida per complir aquesta missió. Samus aterra a la superfície de Zebes i decideix explorar el planeta a través de diverses coves interconnectades. Ella aviat es topa amb Kraid, un aliat dels Pirates, i després amb Ridley, el seu comandant; però, Samus aconsegueix derrotar a tots dos. Finalment, la caça-recompenses localitza i destrueix a Mother Brain, però després de la seva derrota aquesta activa un mecanisme d'autodestrucció, la qual cosa obliga a Samus abandonar ràpidament les instal·lacions dels Pirates Espacials, ja que es col·lapsa.

## Sistema de joc

A la imatge, Samus Aran es veu saltant mentre les criatures enemigues volen cap a ella. El mesurador de salut (energia) es troba a la cantonada superior esquerra, marcat per "EN".

Metroid és un joc d'acció i aventura en el qual el jugador controla a Samus Aran en un entorn gràfic en dues dimensions. L'argument es desenvolupa al planeta Zebes, un extens i vast món les àrees del qual estan interconnectades mitjançant portes i elevadors. Samus ha d'explorar les coves que posseeix el planeta i poder derrotar els Pirates Espacials. A l'inici del joc, ella posseeix una pistola feble com a única arma, a més de la capacitat de saltar. El jugador ha d'aventurar-se en diferents àrees i recol·lectar power-ups que poden millorar les habilitats de Samus, així com al seu vestit i armament, la qual cosa garanteix que es tingui accés a un altre tipus de seccions que anteriorment resultaven inaccessibles. D'entre els power-ups que s'inclouen en el joc, destaca la Morph Ball –«morfòsfera» en català–, la qual li permet a Samus enrotllar-se en una petita pilota i poder endinsar-se en els túnels de Zebes, i poder utilitzar les bombes; el Screw Atack –«atac espiral»– és un moviment similar a un salt mortal que pot destruir als enemics que s'interposen en el seu camí. A més dels enemics comuns, Samus es topa diverses vegades amb certs enemics que ella necessita derrotar per poder avançar. Si el jugador mata a un enemic normal, aquest pot deixar anar energia o municions, mentre que si derrota a un de final, Samus incrementa la seva capacitat per portar municions, a més de que es desbloqueja la porta per accedir al final de cada àrea.
Nintendo va intentar incloure a Metroid dins d'un univers fictici separat d'altres jocs passant-se a un títol basat en l'aventura no lineal, en la qual l'exploració havia de ser una part important del sistema de joc. El joc obligava al jugador tornar a escenaris ja visitats per poder continuar amb la travessia, fent que la pantalla retrocedís feia l'esquerra així com a la dreta, de manera similar a com ho feien múltiples jocs contemporanis. Aquest element, anomenat backtraking (en català: «reculada»), va ser tot un concepte innovador en aquella època. Metroid també és considerat com un dels primers jocs a estimular una sensació de desesperació i solitud en el jugador. Seguint els passos de The Legend of Zelda, Metroid va ser un dels pioners a incloure la idea d'aconseguir diversos objectes per incrementar l'energia i potencial del personatge, i amb això, poder avançar al llarg del joc. Durant aquesta època, els jocs només incloïen power-ups que incrementaven les capacitats dels personatges, però només per un temps limitat i aquests no eren indispensables per acabar l'aventura, com l'era el «Power Shot» de Gauntlet i el «Starman» de Super Mario Bros.. No obstant això, a Metroid, aquests objectes, una vegada que són aconseguits, s'ajusten permanentment al personatge fins que acabi el joc; de fet, en particular, els míssils són un element obligatori per acabar-lo.
Una vegada que es derrota a Mother Brain, l'enemic final, se li és mostrada al jugador una pantalla on s'indica quant temps es va prendre fins a arribar-hi. Metroid, va ser també un dels primers jocs a oferir múltiples finals, ja que conté cinc en total. En els últims tres, Samus apareix sense el seu vestit, i per primera vegada, es revela que és en realitat una dona. Els múltiples finals que presenta Metroid, és un dels aspectes que seduïa als jugadors a acabar el joc el més ràpid possible; tal fet representa un estil de joc, que comunament se li denomina com speedrunning. Al Japó, el format en disquet usat pel Disk System, permetia als jugadors guardar tres partides diferents de Metroid, quelcom similar als tres espais lliures que estaven disponibles en la versió americana de The Legend of Zelda. L'ús d'una bateria interna per administrar els arxius de les partides, va ser alguna cosa que no es va agregar al cartutx durant el llançament internacional del joc. La versió americana va utilitzar un sistema de contrasenyes, la qual cosa resultava com un concepte nou dins dels jocs d'aquell temps, doncs consistia que el jugador havia d'introduir una contrasenya que podia contenir fins a 24 caràcters, els quals havien de ser reintroduïts perquè, una vegada desada la partida, es pogués accedir-hi de nou. D'igual manera, existien altres codis que permetien alterar el sistema de joc; el codi «Justin Bailey» permet al jugador controlar a Samus sense el seu «Power Suit», mentre que el codi «Narpas Sword» garanteix que Samus tingui municions infinites, salut inesgotable, tots els poders desbloquejats, i una versió modificada del «Ice Beam» –raig de gel–.

## Desenvolupament
| Disseny de personatges | Hiroji Kiyotake                                                   |
| Director               | Yoshio Sakamoto                                                   |
| Il·lustrador           | Masanori Suto                                                     |
| Cap de programació     | Hai Yukami                                                        |
| Gràfics                | Hirofumi Matsuoka Yoshio Sakamoto                                 |
| Música                 | Hirokazu Tanaka                                                   |
| Productors             | Gunpei Yokoi Hiroshi Yamauchi (executiu) Makoto Kanoh (assistent) |
| Suport tècnic          | Takahiro Harada                                                   |
| Programador principal  | Zaru Sobajima                                                     |
| Escenaris              | Makoto Kanoh                                                      |
| Director cap           | Satoru Okada                                                      |
| Referència             | [ 2 ]                                                             |

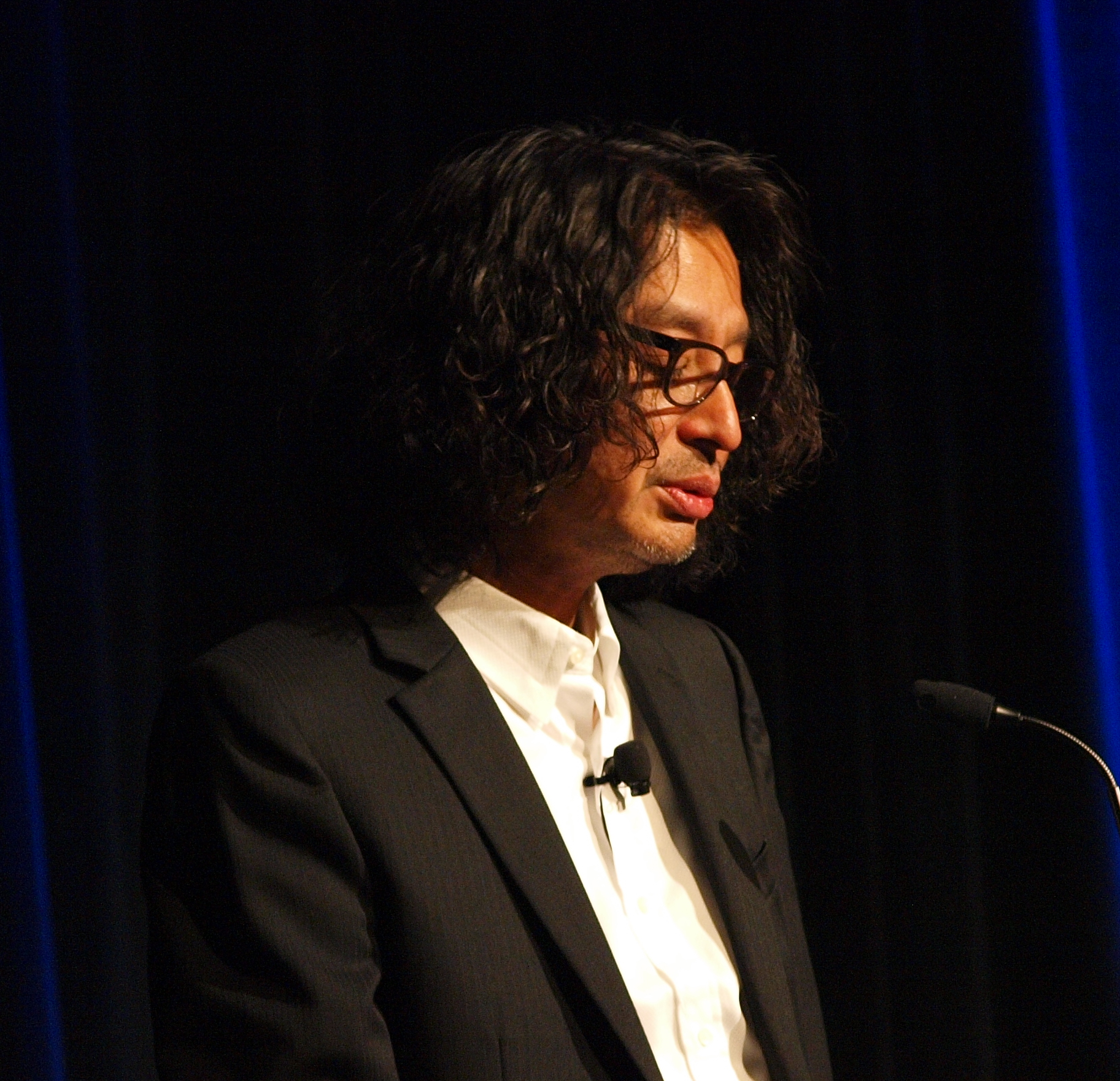
Yoshio Sakamoto (en la imatge), va ser el director de Metroid, encara que abans d'enfocar-se en el desenvolupament d'aquest títol, va estar a càrrec d'altres projectes com Donkey Kong Junior. Així mateix, ell ha estat el responsable de dirigir la majoria dels títols posteriors de la sèrie.

Després que Nintendo llancés diversos jocs de plataformes durant la dècada de 1980 dels quals la majoria va obtenir un notable èxit comercial, com Donkey Kong, Ice Climbers i Super Mario Bros., així com el també ben rebut The Legend of Zelda, la companyia va començar a treballar en un joc d'aventura, que van nomenar com «Metroid»; aquest nom deriva de les criatures que apareixen en aquest títol, així com de la contracció de les paraules «metro» –provinent del sistema de transport subterrani– i «android» –«androide»–, d'acord segons les declaracions fetes per Yoshio Sakamoto, el director del projecte i que abans de desenvolupar el joc havia treballat en el disseny de Donkey Kong Junior.
El joc va ser desenvolupat en cooperació per Nintendo Research & Development 1 i Intelligent Systems, i va ser produït per Gunpei Yokoi, qui amb anterioritat, havia col·laborat en el desenvolupament de Donkey Kong, Donkey Kong Junior i l'original Mario Bros.. Així mateix, el joc comptava amb la música de Hirokazu Tanaka, qui va anar també el responsable de compondre la banda sonora de Duck Hunt. A Makoto Kano se li va encomanar la tasca de crear els personatges i els escenaris que apareixerien en el joc, mentre que Hiroji Kiyotake va ser el designat per dissenyar-los. Definit oficialment com un joc de trets en perspectiva lateral, Nintendo va llançar a la venda Metroid per a la consola Family Computer Disk System el 6 d'agost de 1986 al Japó, i per la Nintendo Entertainment System aquest mateix mes, però als Estats Units. Addicionalment, el títol va ser desenvolupat al mateix temps al costat del seu «joc germà»: Kid Icarus, el qual va compartir diversos dels elements així com els desenvolupadors amb els quals va comptar Metroid.
Tanaka va descriure que la producció del joc va ser «com estar en un ambient laboral bastant lliure»; a més, va declarar que si bé ell era l'encarregat de la banda sonora, també va tenir una certa influència en el disseny de les gràfiques, i també va ajudar a nomenar les àrees del joc. Mentre es trobava gravant la música de fons per Metroid, Tanaka va dir que ell volia fer una melodia que fes sentir als jugadors que podrien trobar a un «organisme vivent», fer que aquesta simfonia no fos distingible entre la música de fons i els efectes de so. L'única vegada en la qual el tema principal de Metroid és escoltat, és quan es derrota a Mother Brain; això últim es va fer per donar-li al jugador una sensació de catarsi a causa de la seva victòria davant l'enemic final. Durant la resta del joc, cap altra melodia és presentada, perquè Tanaka desitjava que la banda sonora no sonés amb el to «optimista» que altres jocs similars de l'època posseïen. En un moment durant el desenvolupament del joc, un dissenyador li va preguntar als altres: «Escolteu, no seria divertit que la persona que es troba dins d'aquest vestit, fora en realitat una dona?»; aquesta idea va ser incorporada posteriorment al joc. Si bé la pel·lícula Alien (1979) mai va ser esmentada durant el desenvolupament, l'equip va dir que hi havia estat influït per l'atmosfera de la pel·lícula, mentre que la saga ha estat també una de les seves majors inspiracions.

## Recepció i llegat

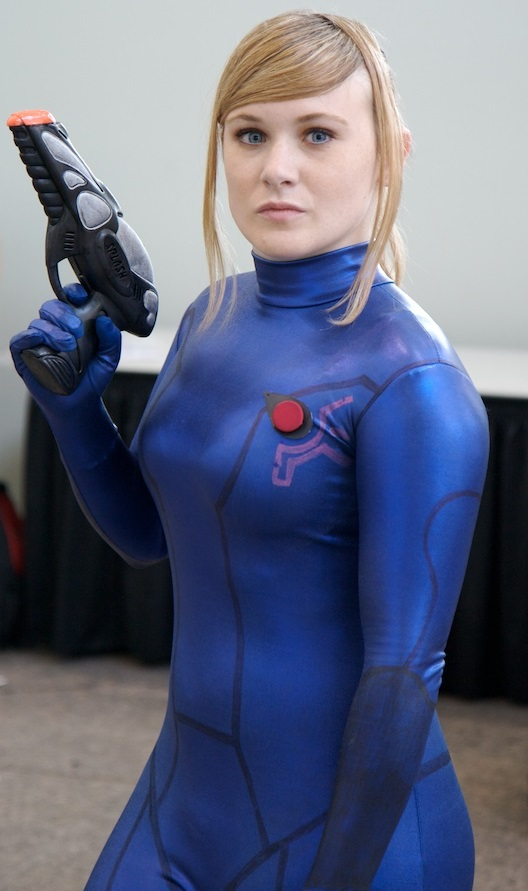
El fet que la protagonista, i la «persona dins del vestit» de Metroid fos una dona, va ser quelcom que va impactar a la crítica i «revolucionari per al seu temps». Així mateix, per observar que Samus Aran és una dona, el jugador ha d'accedir a un dels cinc finals possibles que es troben en el joc. A la imatge, un cosplay de la personatge en qüestió.

La versió de Metroid per la Nintendo Entertainment System, va aconseguir vendre més d'un milió d'unitats a Amèrica del Nord. En la llista que va realitzar Nintendo Power l'any 2006, titulada com «Top 200 Games», la revista va nomenar a Metroid com l'11è millor joc fet per a qualsevol consola de Nintendo. Dos anys més tard, aquesta revista va col·locar al joc en la cinquena posició d'una altra llista anomenada «El bo i millor»; en ella, els editors van descriure a Metroid com una combinació entre el sistema de joc basat en plataformes que es presenta a Super Mario Bros. i l'aspecte enfocat a l'exploració i l'adquisició d'objectes per millorar les habilitats del personatge de The Legend of Zelda. En llistes titulades com «Top 100 Games», el joc va obtenir la posició núm. 69 dins de la realitzada per Electronic Gaming Monthly durant 2003, mentre que va arribar a la sisena posició en la llista realitzada durant 2001 per Game Informer; així mateix, la mateixa revista va classificar a Metroid una vegada més sota la posició núm. 7, encara que aquest lloc el va guanyar durant el 2009. En una altra llista realitzada per Game Informer, titulada aquesta vegada com «The Top 200 Games of All Time», el joc va ocupar el mateix lloc que en la llista de 2009; no obstant això, aquesta vegada es va comentar que Metroid «va iniciar el concepte de l'exploració oberta dins dels videojocs». El joc ha estat rellançat i publicat diverses vegades després del seu llançament original. Si es connecta el joc per Game Boy Advance, Metroid Fusion, amb el títol de Nintendo GameCube, Metroid Prime, mitjançant un cable especial, es pot desbloquejar una versió completa de Metroid. Una versió emulada del joc, pot ser al seu torn desbloquejada a manera de bonus, una vegada que el jugador acaba Metroid: Zero Mission. Un port per a Game Boy Advance de Metroid, com a part de la sèrie NES Classics, va ser llançat a la venda al Japó el 10 d'agost de 2004, a Amèrica el 25 d'octubre del mateix any i finalment per a Europa el 7 de gener de 2005. El joc també va ser llançat per la Consola Virtual de la Wii, el 20 de juliol de 2007 per a Europa, el 13 d'agost del mateix any per a Amèrica i el 4 de març de 2008 al Japó. Un llançament de Metroid està contemplat per la Nintendo 3DS. Aquest llançament es té previst juntament amb altres jocs de la Nintendo Entertainment System i de la Super Nintendo Entertainment System; una demostració tècnica d'aquests jocs, denominada com «Classic Games», va estar disponible durant l'esdeveniment I3 de 2010. El president de Nintendo of America, Reggie Fils-Aime va dir que aquests títols «no haurien de ser considerats com remakes». No obstant això, Shigeru Miyamoto va declarar que aquests títols bé podrien tenir un potencial per «explotar les noves característiques amb les quals explica el 3DS i podrien prendre avantatge de les seves noves aplicacions».
En una ressenya retrospectiva a prop de la sèrie de Metroid, GameTrailers va recalcar l'impacte i el llegat que el joc original va tenir dins de l'indústria dels videojocs. Els crítics d'aquest lloc web, van esmentar que a partir de Metroid, els elements de recerca i de descobriment són aspectes que han tornat a la sèrie, en general, tan popular. Així mateix, van assenyalar que a causa que el joc contenia i combinava diversos «sprites detallats, dissenys originals respecte als mapes, i una intimidant banda sonora, [el títol] generava un ambientació sense igual i una atmosfera que poden induir a l'espectador en un estat gairebé claustrofòbic». També van comentar que la introducció de la «Morph Ball» («morfòsfera» en espanyol) en el primer joc de Metroid «va tancar un segell indiscutible de frescor que va permetre mantenir de manera íntegra l'experiència [que la sèrie ofereix] així com a la franquícia en general»; van afegir també que els va agradar la seqüència final del joc, la qual es presenta una vegada que és derrotada Mother Brain, doncs van elogiar el fet que quan el jugador acaba l'aventura, i que ha de sortir del planeta Zebes en una carrera a contrarellotge, va anar «un aspecte que ningú ho va veure venir». Ells van agregar que, el joc en si va portar una «acció explosiva» cap al Nintendo Entertainment System, així com un nou respecte cap a les protagonistes femenines dins dels videojocs. Encara que prenent en compte que Metroid no va ser el primer joc a oferir un món obert en el qual es pogués explorar lliurement, ni va ser el primer títol a utilitzar un sistema de joc basat en plataformes des d'una perspectiva lateral, i ni molt menys va ser el primer joc a permetre als jugadors aventurar-se en noves àrees una vegada que s'haguessin adquirit nous ítems, Gamasutra va elogiar a Metroid «per ser, potser, el primer videojoc a prendre tots aquests elements diferents i barrejar-los rigorosament fins a obtenir una estructura homogènia dins del seu sistema de joc».
GameSpot, al moment de revisar la versió del joc per a la seva adaptació a la NES Classic Series, va comentar que si ben ja havien passat més de 18 anys des del seu llançament original, Metroid «simplement no està a l'altura dels estàndards actuals dels jocs d'acció i aventura»; per això, el lloc web li va qualificar amb una puntuació de 5.2 sobre 10, al·legant que el joc va ser «mediocre». Encara que IGN va comentar que per a la versió de la Consola Virtual de Wii, la presentació que oferia el joc, així com els seus gràfics i la seva banda sonora, van ser «alguna cosa simples», els revisors es van sentir conformes a causa del seu «impressionant» sistema de joc; per això, Metroid va obtenir una puntuació de 8.0 sobre 10 per part del lloc de ressenyes. No obstant això, en la ressenya que va fer GameSpot per a la mateixa versió, es va dir que el joc tenia uns «dissenys mal realitzats sobre les cambres dels nivells» i que «amb freqüència els gràfics tendeixen a parpellejar». D'altra banda, aquest lloc web es va decebre davant el fet que Nintendo no li va realitzar cap canvi substancial, a més de que va criticar específicament l'aspecte relacionat amb l'absència d'una capacitat de guardat per a la partida.
L'estil de joc que presenta Metroid, el qual s'enfoca en l'exploració i en la recerca de nous ítems que millorin la capacitat del personatge principal per poder accedir a diverses àrees que abans d'aconseguir-los resultaven inaccessibles, van ser elements que van influir en altres sèries, de les quals, les més notòria és la de Castlevania, i els seus títols relacionats amb la posterior sèrie de Symphony of the Night. La revelació sobre que Samus és en realitat una dona, va ser alguna cosa que els crítics també van elogiar, doncs van pensar que aquest aspecte va ser «innovador», ja que aquest va ser un fet que «va fer miques la creença sobre les dones, doncs en una època on els personatges femenins es veien restringits al paper de la princesa o de la damisel·la en dificultats, el –joc de trets que utilitza míssils– va obrir camí a un altre tipus de personatges com Chun-Li –de la sèrie de Street Fighter– i Lara Croft –de la sèrie de Tomb Raider–».
Anys després del llançament del Metroid original, una seqüela del joc va ser llançada per a la consola Game Boy, el qual rep el nom de Metroid II: Return of Samus; aquest títol, igual que el seu predecessor, va obtenir una bona recepció per part de la crítica, encara que va ser considerat com un dels jocs de la sèrie, en «no tenir aquesta espurna de carisma, la qual, en l'anterior joc, sí la va tenir en el seu sistema de joc». Dins de la cronologia interna de la sèrie, el joc se situa poc després dels esdeveniments succeïts en el joc de Wii, Metroid Prime 3: Corruption. A més, cal assenyalar-se, que es va realitzar un remake de Metroid, titulat Metroid: Zero Mission, el qual va sortir a la venda a inicis de 2004; en ell, el sistema de joc es va mantenir similar al de l'original, però els gràfics del títol van ser millorats per adaptar-se d'una manera adequada a la consola portàtil Game Boy Advance; no obstant això, l'argument que es presenta en aquest lliurament, és el mateix al del joc original, i aquest també va rebre una bona puntuació per part de la crítica, doncs Metacritic li va atorgar una puntuació del 89%.